# 莫后年代莫文蔚20周年巡回演唱会
《莫后年代莫文蔚20周年巡回演唱会》，是香港女歌手莫文蔚第五次巡迴個唱，為紀念其出道20週年。
首站由上海文化廣場開始一連三場，2013年11月8日至2013年11月10日。巡演一共27場，內地巡迴主题赞助商为凱迪拉克。

## 簡介
2013年為莫文蔚出道20週年，特意舉行一個全新巡迴演唱會以作紀念，主題曲為《娘娘駕到》。
是次演唱會有別於莫文蔚以往大型演唱會類型，以‘劇院版’型式與歌迷作最親近的音樂互動。

### 紀錄
是次演唱會為莫文蔚出道以來巡迴站數最多的一次，並成功打入‘内地个人演唱会场数最多的香港女歌手’第三位。
其中，重慶站最高票价为人民币3680，刷新华语女歌手最高票价纪录。

## 巡演地点
| 場次     | 日期           | 國家／地區 | 城市     | 地點               | 備註                                     |
| 第一階段 | 第一階段       | 第一階段   | 第一階段 | 第一階段           | 第一階段                                 |
| -------- | -------------- | ---------- | -------- | ------------------ | ---------------------------------------- |
| 1        | 2013年11月8日  | 中国       | 上海     | 上海文化廣場       | 第十五届中国上海国际艺术节参演项目       |
| 2        | 2013年11月9日  | 中国       | 上海     | 上海文化廣場       | 第十五届中国上海国际艺术节参演项目       |
| 3        | 2013年11月10日 | 中国       | 上海     | 上海文化廣場       | 第十五届中国上海国际艺术节参演项目       |
| 4        | 2013年12月7日  | 中国       | 重慶     | 重庆市人民大礼堂   |                                          |
| 5        | 2013年12月20日 | 中国       | 北京     | 北京展览馆         |                                          |
| 6        | 2013年12月21日 | 中国       | 北京     | 北京展览馆         |                                          |
| 7        | 2014年1月4日   | 中国       | 深圳     | 保利剧院           |                                          |
| 8        | 2014年1月5日   | 中国       | 深圳     | 保利剧院           |                                          |
| 9        | 2014年1月17日  | 中国       | 廣州     | 广州中山纪念堂     |                                          |
| 10       | 2014年1月18日  | 中国       | 廣州     | 广州中山纪念堂     |                                          |
| 11       | 2014年2月14日  | 中国       | 寧波     | 寧波大剧院         |                                          |
| 12       | 2014年2月15日  | 中国       | 寧波     | 寧波大剧院         |                                          |
| 13       | 2014年2月21日  | 中国       | 杭州     | 杭州人民大会堂     |                                          |
| 14       | 2014年2月22日  | 中国       | 杭州     | 杭州人民大会堂     |                                          |
| 15       | 2014年3月1日   | 中国       | 南京     | 南京人民大会堂     |                                          |
| 第二階段 |                |            |          |                    |                                          |
| 16       | 2014年4月25日  | 中国       | 成都     | 錦城藝術館         |                                          |
| 17       | 2014年4月26日  | 中国       | 成都     | 錦城藝術館         |                                          |
| 18       | 2014年5月24日  | 中国       | 常州     | 常州大劇院         |                                          |
| 19       | 2014年6月20日  | 中国       | 長沙     | 湖南大劇院         |                                          |
| 20       | 2014年6月21日  | 中国       | 長沙     | 湖南大劇院         |                                          |
| 21       | 2014年6月28日  | 中国       | 汕頭     | 汕頭林百欣會展中心 |                                          |
| 22       | 2014年7月18日  | 中国       | 青島     | 青島大劇院         |                                          |
| 23       | 2014年7月19日  | 中国       | 青島     | 青島大劇院         |                                          |
| 24       | 2014年7月26日  | 中国       | 鄭州     | 鄭州國際會展中心   |                                          |
| 25       | 2014年9月19日  | 中国       | 上海     | 上海大舞台         | 上海旗艦安可場                           |
| 26       | 2014年9月27日  | 臺灣       | 台北     | 國父紀念館         | 莫后年代暫別音樂會（台灣站預演版/ 非售票） |
| 第三階段 |                |            |          |                    |                                          |
| 27       | 2015年1月30日  | 澳門       | 澳門     | 威尼斯人劇院       |                                          |
| 28       | 2015年1月31日  | 澳門       | 澳門     | 威尼斯人劇院       |                                          |

## 演唱曲目
1.夜上海 2.爱我的请举手 3.外面的世界 4.let's fall in love 5.双城故事 6.宝贝 7.killing me softly with his song 8.电台情歌 9.陰天 10.wicked game 
11.love for sale 12.傾國傾城 13.盛夏的果实 14.看透 15.午夜前的十分钟 16.完美孤独 17.没有围墙的世界 18.如果没有你 19.他不爱我 20.爱 21.while my guitar gently weeps 22.坚强的理由 23.打起手鼓唱起歌 24.娘娘驾到 25.独一无二 26.青山在 27.广岛之恋 28.忽然之间 29.愛情
1.夜上海 2.爱我的请举手 3.外面的世界 4.let's fall in love 5.双城故事+冷雨 6.宝贝 7.电台情歌 8.陰天 9.wicked game 
10.love for sale 11.傾國傾城 12.盛夏的果实+北極光 13.透視 14.午夜前的十分钟 15.完美孤独 16.没有围墙的世界 17.如果没有你 18.他不爱我 19.爱 20.while my guitar gently weeps 21.坚强的理由 22.打起手鼓唱起歌 23.娘娘驾到 24.独一无二 25.青山在 26.广岛之恋 27.忽然之间 28.愛情 29.真的嗎
1.夜上海 2.爱我的请举手 3.外面的世界 4.let's fall in love 5.双城故事+冷雨 6.宝贝 7.电台情歌 8.陰天 9.wicked game 
10.love for sale 11.傾國傾城 12.盛夏的果实+北極光 13.透視 14.午夜前的十分钟 15.完美孤独 16.境外 17.如果没有你 18.他不爱我 19.爱 20.while my guitar gently weeps 21.坚强的理由 22.打起手鼓唱起歌 23.娘娘驾到 24.独一无二 25.青山在 26.广岛之恋 27.忽然之间 28.愛情 29.看看

## 演唱會原聲專輯

### 莫后年代20週年巡迴演唱會 2DVD

#### DVD
- DVD 1

1. 夜上海
2. 愛我的請舉手
3. Killing me softly with his song
4. Let’s fall in love
5. 雙城故事（國） / 冷雨（粵）
6. 寶貝
7. 電台情歌
8. 陰天
9. Love For Sale
10. 傾國傾城
11. 盛夏的果實（國）/ 北極光（粵）
12. 透視 (粵)
13. 午夜前的十分鐘
14. 完美孤獨
15. 境外
16. 如果沒有你
17. 他不愛我
18. 愛

- DVD 2

1. While my guitar gently weeps
2. 堅強的理由
3. 打起手鼓唱起歌
4. 娘娘駕到
5. 獨一無二
6. 青山在
7. 廣島之戀
8. 忽然之間
9. 愛情
10. 看看

## 参見
- 莫文蔚

1. ↑  .   [2013-12-04]. （原始内容存档于2014-12-19）.
2. ↑  .   [2013-12-04]. （原始内容存档于2014-03-13）.